# Tia do Zap

Jair Bolsonaro retratado como uma "Tia do Zap" em imagem criada digitalmente e publicada em artigo de José Simão.

Tia do Zap é uma expressão utilizada no Brasil para se referir a uma pessoa de perfil conservador e que, sem letramento científico, dissemina notícias falsas por meio do principal aplicativo de comunicação instantânea utilizado no país, o WhatsApp. Foi no auge da pandemia de COVID-19 que o termo ganhou tônica e veio a se tornar um sinônimo do uso indiscriminado das redes sociais para disseminação de informações equivocadas. Foi ainda nesse mesmo período que o ator Fabio de Lucca se tornou célebre por sua personagem chamada de "Dona Helena", uma típica "tia do Zap", para a qual utilizou sua própria experiência em grupos de WhatsApp para a criação da personagem.

## Tias do Zap e o Bolsonarismo
Estudos indicam que este perfil de pessoa ajudou nas interações primárias para a disseminação de notícias falsas e da captação de votos que resultaram na eleição e atuação do governo de Jair Bolsonaro entre os anos de 2019 e 2022. Numa de suas entrevistas, Bolsonaro, além de criticar a imprensa e países estrangeiros, defender torturadores e criticar o Congresso Nacional, afirmou que foi eleito pela "militância de internet, a tia do zap", que as tias do Zap poderiam "tuitar o que bem entender" sobre sua atuação.
| “                | Qual a importância da tia do Zap, que está todo dia tuitando, todo dia defendendo o governo? E querem calar essas senhoras ou essas pequenas páginas [de internet]? | ” |
| — Jair Bolsonaro | |   |